# Wereldbeker bobsleeën 2019/2020
De wereldbeker bobsleeën in het seizoen 2019/2020 (officieel: BMW IBSF World Cup Bob & Skeleton 2019/2020) liep van 7 december 2019 tot en met 16 februari 2020. De competitie werd georganiseerd door de Internationale Bobslee- en Skeletonfederatie (IBSF/FIBT), gelijktijdig met de wereldbeker skeleton.
De competitie omvatte dit seizoen acht wedstrijden in de drie traditionele onderdelen van het bobsleeën. Bij de mannen de twee- en viermansbob en bij de vrouwen de tweemansbob.
In de tweemansbob bij de mannen werd de top-3 in het eindklassement gevormd door de Duitse piloot Francesco Friedrich op plaats een, de Let Oskars Ķibermanis op plaats twee en de Canadees Justin Kripps op plaats drie. Na 2016/17 en 2018/19 was het voor Friedrich zijn derde titel, in 2013/14 werd hij derde en in 2017/18 tweede. Ķibermanis stond voor het eerst op dit podium. Kripps behaalde in 2017/18 de titel en vorig seizoen eindigde hij als tweede.
In de viermansbob vormden de Duitse piloten Francesco Friedrich op plaats een en Johannes Lochner op plaats twee en de Canadees Justin Kripps op plaats drie het erepodium. Friedrich prolongeerde de titel, in 2015/16 en 2017/18 werd hij tweede. Lochner won de wereldbeker in 2017/18 en werd het vorige seizoen derde. Kripps stond voor het eerst op dit podium.
Bij de vrouwen werd het erepodium gevormd door de Duitse pilotes Stephanie Schneider en Mariama Jamanka op de plaatsen een en twee en de Canadese Christine de Bruin. Schneider werd vorig seizoen tweede, Jamanka won de wereldbeker van 2018/19 en werd een seizoen eerder derde. De Bruin stond voor het eerst op dit erepodium.

## Wereldbeker punten
De eerste 30 in het dagklassement kregen punten voor het wereldbekerklassement toegekend. De top 20 na de eerste run gingen verder naar de tweede run, de overige deelnemers kregen hun punten toegekend op basis van hun klassering na de eerste run. De onderstaande tabel geeft de punten per plaats weer.
| Klassering = punten                          | Klassering = punten                           | Klassering = punten                               | Klassering = punten                          | Klassering = punten                          | Klassering = punten                          |
| -------------------------------------------- | --------------------------------------------- | ------------------------------------------------- | -------------------------------------------- | -------------------------------------------- | -------------------------------------------- |
| 1e = 225 2e = 210 3e = 200 4e = 192 5e = 184 | 6e = 176 7e = 168 8e = 160 9e = 152 10e = 144 | 11e = 136 12e = 128 13e = 120 14e = 112 15e = 104 | 16e = 96 17e = 88 18e = 80 19e = 74 20e = 68 | 21e = 62 22e = 56 23e = 50 24e = 45 25e = 40 | 26e = 36 27e = 32 28e = 28 29e = 24 30e = 20 |

## Tweemansbob (m)

### Uitslagen
| Datum      | Plaats       | Eerste                                           | Tweede                                           | Derde                                      |
| ---------- | ------------ | ------------------------------------------------ | ------------------------------------------------ | ------------------------------------------ |
| 07/12/2019 | Lake Placid  | Duitsland Johannes Lochner Florian Bauer         | Duitsland Francesco Friedrich Thorsten Margis    | Canada Justin Kripps Ben Coakwell          |
| 08/12/2019 | Lake Placid  | Duitsland Francesco Friedrich Alexander Schüller | Duitsland Johannes Lochner Christian Rasp        | Canada Justin Kripps Cameron Stones        |
| 11/01/2020 | La Plagne    | Duitsland Francesco Friedrich Alexander Schüller | Letland Oskars Ķibermanis Matīss Miknis          | Zwitserland Michael Vogt Sandro Michel     |
| 18/01/2020 | Innsbruck    | Duitsland Francesco Friedrich Thorsten Margis    | Verenigd Koninkrijk Bradley Hall Gregory Cackett | Duitsland Richard Oelsner Tobias Schneider |
| 25/01/2020 | Königssee    | Duitsland Francesco Friedrich Thorsten Margis    | Canada Justin Kripps Cameron Stones              | Duitsland Nico Walther Malte Schwenzfeier  |
| 01/02/2020 | Sankt Moritz | Duitsland Johannes Lochner Christopher Weber     | Duitsland Francesco Friedrich Alexander Schüller | Letland Oskars Ķibermanis Matīss Miknis    |
| 15/02/2020 | Sigulda *    | Letland Oskars Ķibermanis Matīss Miknis          | Duitsland Francesco Friedrich Martin Grothkopp   | Canada Justin Kripps Ben Coakwell          |
| 16/02/2020 | Sigulda *    | Letland Oskars Ķibermanis Matīss Miknis          | Zwitserland Simon Friedli Gregory Jones          | Canada Justin Kripps Samuel Giguerre       |

* De WB#8 op zondag 16 februari in Sigulda was tevens het Europees kampioenschap. Er namen drie niet-Europese bobs deel, een uit Canada (3e) en twee uit Zuid-Korea (9e en 17e). Nadat deze uit de daguitslag waren geschrapt werd de top-3 van het EK top-3 gevormd door Letse en Zwitserse bob op plaats een en twee en de derde plek was voor de Duitse bob met Christian Hammers en Christoph Hafer. De Nederlandse bob werd twaalfde op dit kampioenschap.
Nederlandse deelname
WB#3 16e Ivo de Bruin, Dennis Veenker
WB#4 16e Ivo de Bruin, Dennis Veenker
WB#5 19e Ivo de Bruin, Dennis Veenker
WB#6 07e Ivo de Bruin, Dennis Veenker
WB#7 16e Ivo de Bruin, Dennis Veenker
WB#8 14e Ivo de Bruin, Dennis Veenker

### Eindklassement
| #  | Piloot                 | Land | Punten |
| -- | ---------------------- | ---- | ------ |
| 01 | Francesco Friedrich    | GER  | 01530  |
| 02 | Oskars Ķibermanis      | LAT  | 01478  |
| 03 | Justin Kripps          | CAN  | 01466  |
| 04 | Michael Vogt (junior)  | SUI  | 01216  |
| 05 | Romain Heinrich        | FRA  | 01649  |
| 06 | Won Yun-jong           | KOR  | 01096  |
| 07 | Aleksej Stoelnev       | RUS  | 01088  |
| 08 | Brad Hall              | GBR  | 01050  |
| 09 | Dominik Dvořák         | CZE  | 0960   |
| 10 | Hunter Church (junior) | USA  | 0856   |
|    |                        |      |        |
| 16 | Ivo de Bruin           | NED  | 00642  |

## Viermansbob (m)

### Uitslagen
| Datum      | Plaats       | Eerste                                                                                        | Tweede                                                                       | Derde                                                                       |
| ---------- | ------------ | --------------------------------------------------------------------------------------------- | ---------------------------------------------------------------------------- | --------------------------------------------------------------------------- |
| 14/12/2019 | Lake Placid  | Canada Justin Kripps Ryan Sommer Ben Coakwell Cameron Stones                                  | Letland Oskars Ķibermanis Lauris Kaufmanis Matīss Miknis Arvis Vilkaste      | Oostenrijk Benjamin Maier Marco Rangl Markus Sammer Dănuț Moldovan          |
| 15/12/2019 | Lake Placid  | Canada Justin Kripps Ryan Sommer Ben Coakwell Cameron Stones                                  | Duitsland Johannes Lochner Florian Bauer Christopher Weber Christian Rasp    | Duitsland Francesco Friedrich Thorsten Margis Candy Bauer Martin Grothkopp  |
| 03/01/2020 | Winterberg * | Duitsland Francesco Friedrich Martin Grothkopp Thorsten Margis Candy Bauer Alexander Schüller | Duitsland Nico Walther Paul Krenz Joshua Bluhm Eric Franke                   | Letland Oskars Ķibermanis Lauris Kaufmanis Arvis Vilkaste Matīss Miknis     |
| 04/01/2020 | Winterberg * | Duitsland Johannes Lochner Florian Bauer Christian Rasp Christopher Weber                     | Duitsland Francesco Friedrich Candy Bauer Thorsten Margis Alexander Schüller | Duitsland Nico Walther Eric Franke Paul Krenz Kevin Korona                  |
| 12/01/2020 | La Plagne    | Duitsland Francesco Friedrich Thorsten Margis Alexander Schüller Candy Bauer                  | Duitsland Johannes Lochner Christopher Weber Florian Bauer Christian Rasp    | Letland Oskars Ķibermanis Arvis Vilkaste Lauris Kaufmanis Matīss Miknis     |
| 19/01/2020 | Innsbruck    | Duitsland Francesco Friedrich Martin Grothkopp Alexander Schüller Candy Bauer                 | Duitsland Johannes Lochner Christian Rasp Florian Bauer Christopher Weber    | Verenigde Staten Hunter Church Joshua Williamson James Reed Kristopher Horn |
| 26/01/2020 | Königssee    | Duitsland Francesco Friedrich Candy Bauer Alexander Schüller Martin Grothkopp                 | Duitsland Johannes Lochner Christopher Weber Benedikt Hertel Florian Bauer   | Canada Justin Kripps Ben Coakwell Ryan Sommer Cameron Stones                |
| 02/02/2020 | Sankt Moritz | Canada Justin Kripps Ryan Sommer Cameron Stones Ben Coakwell                                  | Letland Oskars Ķibermanis Matīss Miknis Arvis Vilkaste Lauris Kaufmanis      | Duitsland Johannes Lochner Christopher Weber Tobias Schneider Florian Bauer |

* De WB#4 op zondag 4 januari in Winterberg was tevens het Europees kampioenschap. Er namen vijf niet-Europese bobs deel, een uit Canada (6e), een uit Japan (21e), een uit de Verenigde Staten (8e) en twee uit Zuid-Korea (12e en 13e). De drie Duitse bobs in de daguitslag van de wereldbeker vormden tevens de top-3 van het EK. De Nederlandse bob werd dertiende op dit kampioenschap.
Nederlandse deelname
WB#3 16e Ivo de Bruin, Janko Franjic, Joost Dumas, Dennis Veenker
WB#4 17e Ivo de Bruin, Dennis Veenker, Janko Franjic, Joost Dumas
WB#6 16e Ivo de Bruin, Dennis Veenker, Joost Dumas, Jelen Franjic
WB#7 21e Ivo de Bruin, Joost Dumas, Dennis Veenker, Jelen Franjic
WB#8 18e Ivo de Bruin, Joost Dumas, Jelen Franjic, Dennis Veenker

### Eindklassement
| #  | Piloot                 | Land | Punten |
| -- | ---------------------- | ---- | ------ |
| 01 | Francesco Friedrich    | GER  | 01686  |
| 02 | Johannes Lochner       | GER  | 01649  |
| 03 | Justin Kripps          | CAN  | 01603  |
| 04 | Oskars Ķibermanis      | LAT  | 01524  |
| 05 | Hunter Church (junior) | USA  | 01352  |
| 06 | Aleksej Stoelnev       | RUS  | 01344  |
| 07 | Dominik Dvořák         | CZE  | 01216  |
| 08 | Nico Walther           | GER  | 01146  |
| 09 | Michael Vogt (junior)  | SUI  | 01108  |
| 10 | Won Yun-jong           | KOR  | 00968  |
|    |                        |      |        |
| 20 | Ivo de Bruin           | NED  | 00422  |

## Tweemansbob (v)

### Uitslagen
| Datum      | Plaats       | Eerste                                             | Tweede                                      | Derde                                              |
| ---------- | ------------ | -------------------------------------------------- | ------------------------------------------- | -------------------------------------------------- |
| 07/12/2019 | Lake Placid  | Verenigde Staten Kaillie Humphries Lauren Gibbs    | Duitsland Stephanie Schneider Lisette Thöne | Duitsland Kim Kalicki Vanessa Mark                 |
| 14/12/2019 | Lake Placid  | Verenigde Staten Kaillie Humphries Lauren Gibbs    | Duitsland Kim Kalicki Erline Nolte          | Canada Christine de Bruin Kristen Bujnowski        |
| 04/01/2020 | Winterberg   | Duitsland Stephanie Schneider Kira Lipperheide     | Duitsland Mariama Jamanka Annika Drazek     | Duitsland Laura Nolte Deborah Levi                 |
| 11/01/2020 | La Plagne    | Duitsland Laura Nolte Deborah Levi                 | Canada Christine de Bruin Kristen Bujnowski | Duitsland Stephanie Schneider Leonie Fiebig        |
| 18/01/2020 | Innsbruck    | Duitsland Mariama Jamanka Annika Drazek            | Duitsland Laura Nolte Erline Nolte          | Verenigde Staten Kaillie Humphries Sylvia Hoffmann |
| 25/01/2020 | Königssee    | Verenigde Staten Kaillie Humphries Sylvia Hoffmann | Duitsland Laura Nolte Erline Nolte          | Duitsland Stephanie Schneider Ann-Christin Strack  |
| 01/02/2020 | Sankt Moritz | Verenigde Staten Kaillie Humphries Lauren Gibbs    | Duitsland Mariama Jamanka Kira Lipperheide  | Duitsland Stephanie Schneider Leonie Fiebig        |
| 14/02/2020 | Sigulda *    | Rusland Nadezjda Sergejeva Jelena Mamedova         | Roemenië Andreea Grecu Ioana Gheorghe       | Duitsland Stephanie Schneider Lisette Thöne        |

* De WB#8 in Sigulda was tevens het Europees kampioenschap. Enkel een Canadese bob (5e) was de enige niet-Europese deelname. De top-3 van het EK was de top-3 van de daguitslag in de wereldbeker. De Belgische bob werd negende.
Belgische deelname
WB#3 009e An Vannieuwenhuyse, Sara Aerts
WB#4 007e An Vannieuwenhuyse, Sara Aerts
WB#5 DNS An Vannieuwenhuyse, Sara Aerts
WB#6 007e An Vannieuwenhuyse, Sara Aerts
WB#7 011e An Vannieuwenhuyse, Sara Aerts
WB#8 010e An Vannieuwenhuyse, Kelly Van Petegem

### Eindstand
| #  | Atleet               | Land | Punten |
| -- | -------------------- | ---- | ------ |
| 01 | Stephanie Schneider  | GER  | 0 1611 |
| 02 | Mariama Jamanka      | GER  | 0 1573 |
| 03 | Christine de Bruin   | CAN  | 0 1514 |
| 04 | Kaillie Humphries    | USA  | 0 1484 |
| 05 | Nadezjda Sergejeva   | RUS  | 0 1353 |
| 06 | Katrin Beierl        | AUT  | 0 1264 |
| 07 | Martina Fontanive    | SUI  | 0 1248 |
| 08 | Laura Nolte (junior) | GER  | 0 1021 |
| 09 | Loebov Tsjernych     | RUS  | 00 960 |
| 10 | An Vannieuwenhuyse   | BEL  | 00 768 |

1983/1984 · 
1984/1985 · 
1985/1986 · 
1986/1987 · 
1987/1988 · 
1988/1989 · 
1989/1990 · 
1990/1991 · 
1991/1992 · 
1992/1993 · 
1993/1994 · 
1994/1995 · 
1995/1996 · 
1996/1997 · 
1997/1998 · 
1998/1999 · 
1999/2000 · 
2000/2001 · 
2001/2002 · 
2002/2003 · 
2003/2004 · 
2004/2005 · 
2005/2006 · 
2006/2007 · 
2007/2008 · 
2008/2009 ·
2009/2010 ·
2010/2011 ·
2011/2012 ·
2012/2013 ·
2013/2014 ·
2014/2015 ·
2015/2016 ·
2016/2017 ·
2017/2018 ·
2018/2019 ·
2019/2020 ·
2020/2021 ·
2021/2022 ·
2022/2023 ·
2023/2024 ·
2024/2025
Alpineskiën ·
Biatlon ·
Bobsleeën ·
Freestyleskiën ·
Langlaufen ·
Noordse combinatie ·
Rodelen ·
Schaatsen (junioren) ·
Schansspringen ·
Shorttrack ·
Skeleton ·
Snowboarden